# Crinarnoldius
Crinarnoldius is een kevergeslacht uit de familie van de boktorren (Cerambycidae). De wetenschappelijke naam van het geslacht werd voor het eerst geldig gepubliceerd in 1957 door Lepesme & Breuning.

## Soorten
Crinarnoldius omvat de volgende soorten:
- Crinarnoldius maculatus (Thomson, 1861)
- Crinarnoldius xavieri Veiga-Ferreira, 1965